# Витланд (Пенсилванија)
Витланд (енгл. Wheatland) град је у америчкој савезној држави Пенсилванија.

## Демографија
По попису из 2010. године број становника је 632, што је 116 (-15,5%) становника мање него 2000. године.
| Група             | 2000.       | 2010.       |
| Белци             | 636 (85,0%) | 485 (76,7%) |
| Афроамериканци    | 90 (12,0%)  | 112 (17,7%) |
| Азијати           | 1 (0,1%)    | 2 (0,3%)    |
| Хиспаноамериканци | 8 (1,1%)    | 16 (2,5%)   |
| Укупно            | 748         | 632         |